# Pyxine minuta
Pyxine minuta är en lavart som beskrevs av Vain. 1890. Pyxine minuta ingår i släktet Pyxine och familjen Caliciaceae.   Inga underarter finns listade i Catalogue of Life.